# Gerry L'Estrange
Mathew Gerrard L'Estrange (7 novembre 1917 - 5 avril 1996) est un homme politique irlandais du Fine Gael qui est whip en chef du gouvernement et ministre d'État au ministère de la Défense de juin 1981 à novembre 1981. Il est Teachta Dála (TD) pour Longford – Westmeath de 1965 à 1987, Député européen pour l'Oireachtas de 1973 à 1979 et sénateur du comité administratif de 1954 à 1965.

## Carrière politique
L'Estrange est élu au conseil du comté de Westmeath en 1942 et y siège jusqu'en 1981. Il est cathaoirleach du conseil pendant trois ans, de 1959 à 1961, et siège à pratiquement tous les organes subsidiaires et autres auxquels le conseil nomme. Il est président du Conseil général des conseils de comté (Irlande) à trois reprises, aujourd'hui connu sous le nom d'Association des conseils de comté et municipaux.
L'Estrange est un candidat non élu du Clann na Talmhan pour le Dáil Éireann aux élections générales de 1944. Il rejoint ensuite le Fine Gael et se présente comme candidat aux élections générales de 1948, mais sans succès. En 1954, il est élu au 8e Seanad en tant que sénateur du comité administratif. Il est réélu en 1957 au 9e Seanad et en 1961 au 10e Seanad.
Après une autre candidature infructueuse aux élections générales de 1961, L'Estrange est finalement élu au 18e Dáil pour la circonscription de Longford-Westmeath aux élections de 1965, et est réélu à chaque élection successive jusqu'à ce qu'il se retire de la politique aux élections générales de 1987.
Après les élections générales de 1981, une coalition Fine Gael - Parti travailliste est reconduite au pouvoir au 22e Dáil sous la direction du Taoiseach Garret FitzGerald. L'Estrange est nommé ministre d'État au département du Taoiseach, poste qui comprend le rôle de whip en chef.
En 1973, L'Estrange est nommé membre de la deuxième délégation de l'Oireachtas au Parlement européen et reconduit dans la troisième délégation en 1977.
Lorsque son parti est au gouvernement et qu'il est attaqué par le Fianna Fáil sur le drainage du fleuve Shannon, il aurait répondu : « Si vous pouvez sucer aussi bien que souffler, le Shannon sera vidé à l'heure du thé ».

## Vie privée
Gerry L'Estrange est né à Correaly, Street, comté de Westmeath, l'aîné des six enfants du fermier Patrick L'Estrange et de Maud (née Byrne).
Il est un athlète de renom qui a concouru sur la scène nationale et locale en course de fond. En 1955, il épouse la fille d'un agriculteur Aileen Kellaghan de Ballinriddera, Multyfarnham, comté de Westmeath. Ils vivent à Killintown, Multyfarnham.
L'Estrange et sa femme sont passionnés par les courses de lévriers, possédant et dressant leurs propres chiens,.
L'Estrange est décédé le Vendredi Saint 1996 des suites d'une longue maladie. Le Taoiseach de l'époque, John Bruton, parle d'un homme qui « pouvait parler avec force et avec une profonde conviction et en même temps n'avoir aucune méchanceté personnelle envers aucune des victimes de son éloquence »,.